# Skeggöxl (berg)
Skeggöxl är ett berg i republiken Island. Det ligger i regionen Västlandet, 130 km norr om huvudstaden Reykjavík. Toppen på Skeggöxl är 815 meter över havet, eller 243 meter över den omgivande terrängen. Bredden vid basen är 19,6 km.
Trakten runt Skeggöxl är nära nog obefolkad, med mindre än två invånare per kvadratkilometer. Trakten runt Skeggöxl består i huvudsak av gräsmarker.